# Thüringer Landesanstalt für Umwelt und Geologie

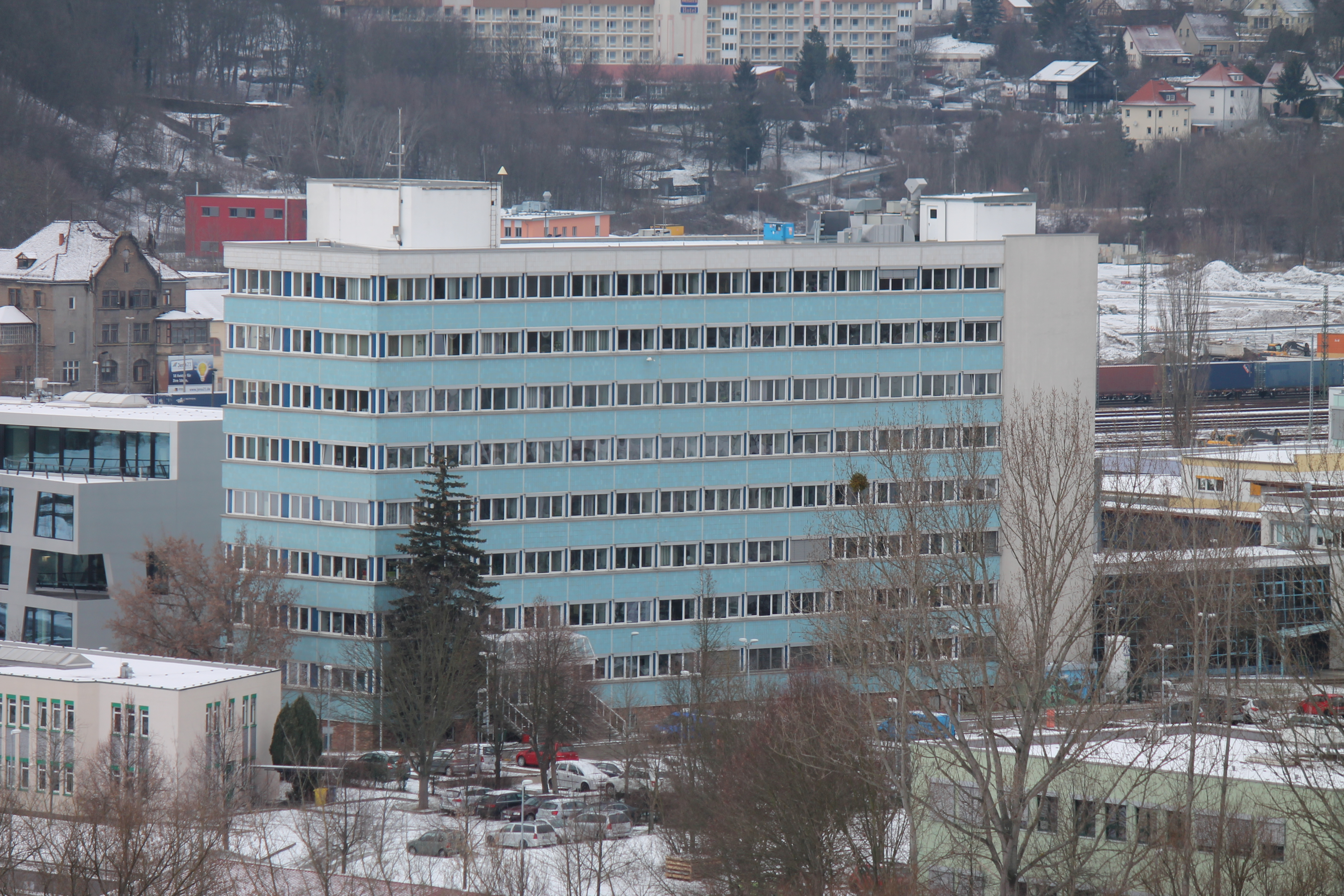
Das Dienstgebäude der TLUG in Göschwitz.

Die Thüringer Landesanstalt für Umwelt und Geologie (TLUG) war eine Behörde des Freistaates Thüringen, die mit Anordnung der Landesregierung und Verordnung des Innenministers über die Errichtung von Behörden und Einrichtungen des Landes Thüringen vom 23. April 2001 durch Zusammenlegung der Landesanstalt für Umwelt mit der Landesanstalt für Geologie gebildet wurde. Inzwischen wurde die TLUG durch Artikel 8 [§ 1 Abs. 2 Thüringer Gesetz zur Neustrukturierung von Behörden im Bereich der Umweltverwaltung (ThürNeustrUmwBG)] des Thüringer Verwaltungsreformgesetz 2018 (ThürVwRG 2018) vom 18. Dezember 2018 (GVBl. S. 731, 741) in Thüringer Landesamt für Umwelt, Bergbau und Naturschutz (TLUBN) umbenannt. Sie war dem Thüringer Ministerium für Landwirtschaft, Forsten, Umwelt und Naturschutz nachgeordnet. Die Anstalt hatte ihren Dienstsitz in Jena, eine Außenstelle in Weimar und unterhielt Regionalstellen in Suhl und Sondershausen. Zur TLUG gehörte außerdem die Staatliche Vogelschutzwarte Seebach.
Mit der Wahrnehmung der Geschäfte des Präsidenten der TLUG betraut war Martin Feustel.

## Aufgaben
Die Thüringer Landesanstalt für Umwelt und Geologie war als naturwissenschaftlich-technische Einrichtung tätig in den Bereichen Ökologie und Naturschutz, Immissionen, Kreislauf- und Abfallwirtschaft, Wasser, Boden, Altlasten, Geologie und Grundwasser, Umweltinformationen, Umweltbildung, Raumanalyse, Umweltanalytik und Umweltradioaktivität.
Der TLUG oblag unter anderem auch der geologische Landesdienst.
Im Bereich des Wasserrechts war sie die technische Fachbehörde für alle Angelegenheiten der Wasserwirtschaft und der Gewässerökologie. Sie war u. a. mit der Wahrnehmung des Hochwasserwarn- und Hochwassermeldedienstes, der Talsperrenaufsicht, der Durchführung von Probenahmen, deren Untersuchung und Auswertung und der Unterhaltung der Gewässer I. Ordnung sowie der sonstigen wasserwirtschaftlichen Anlagen, die im Eigentum des Landes Thüringen stehen, betraut.
Die Landesanstalt für Umwelt und Geologie errichtete und betrieb die zur Erfüllung dieser Aufgaben notwendigen Mess-, Beobachtungs- und Untersuchungseinrichtungen.
Die TLUG war Mitherausgeber des eigenen, nur landesweit klassifizierenden naturräumlichen Systems des Buches Die Naturräume Thüringens, das von dem im Handbuch der naturräumlichen Gliederung Deutschlands, das auch vom Bundesamt für Naturschutz (BfN) verwendet wird, abweicht.
Neben Naturraumkarten bot die TLUG auch hydrogeologische Karten und weitere zu diversen geographischen Themengebieten an.